# Пинский Варваринский монастырь
Пинский Варваринский монастырь (бел. Пінскі Варварынскі манастыр) — женский монастырь во имя великомученицы Варвары в городе Пинске. Известен с XVI века. Был упразднён в XIX веке и вновь открыт в июне 1993 года решением Синода Белорусского Экзархата и утверждением Священного Синода РПЦ. Находится на территории Пинского епархиального управления, вместе с Управлением представляет единый архитектурный ансамбль. Принадлежит к Пинской епархии.

## История монастыря
В XVI веке в городе было три православных монастыря: Лещинский, Варваринский и Богоявленский.
Монастырь впервые упоминается под 1520 годом при польском короле Сигизмунде I Старом. Годом позже князем пинским и клецким Фёдором Ярославичем при Варваринской церкви были сооружены деревянные строения. Тогда же Фёдор Ярославич с женой Александрой Олельковичевой (дочерью Семёна Олельковича) приписали к монастырю дворище Пискалёвщину в селе Особовичи. Монастырю также стали принадлежать деревни Гольцы, Крайновичи, Завидчицы, Житковичи, Высокое, Гай.

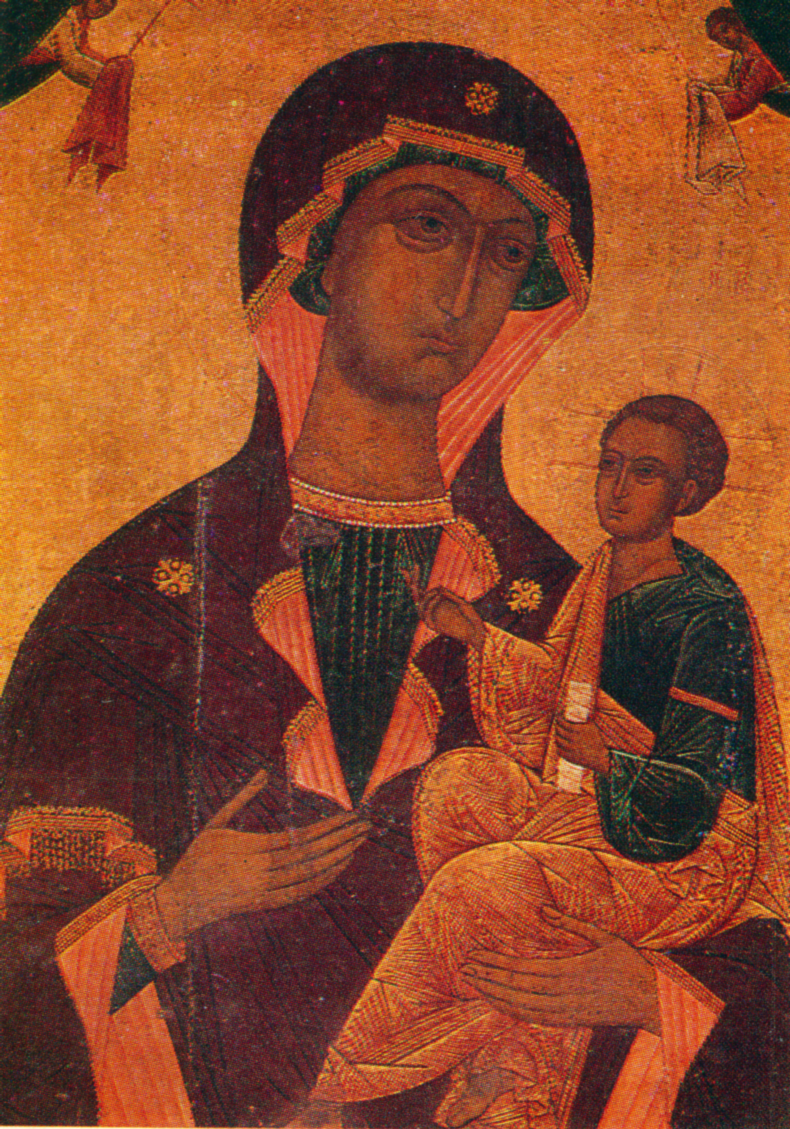
Матерь Божия Одигитрия Иерусалимская (XV век, Пинск)

Из описи королевского ревизора видно, что в 1595 году монастырь состоял из пяти строений. Входом на территорию были врата-звонница с тремя колоколами. В деревянной церкви св. вмч Варвары иконостас имел 10 больших и 10 малых икон, среди которых две особенно богато убранных, в серебряных окладах с чеканкой: икона св. вмч Варвары и Пречистой Девы Марии. В царских, южных и северных вратах были иконы на полотне. Обитель была обнесена высокой бревенчатой дубовой оградой.
С введением унии монастырь в 1596 году обращён в униатский и передан королём Евфросинии Тризнянке. Православные монахини из монастыря (игуменья Евфимия (Людмила Войняка Сновская) были прогнаны. Впрочем, некоторое время им разрешили жить в Пинске.
В 1633 году повелением короля Владислава IV при активном участии униатского епископа Леонтия Пелчинского монастырь отдан базилианскому ордену. В 1635 году королевской грамотой запрещено пинскому магистрату принимать в городе православных монахинь, намеревавшихся основать новый монастырь.
После Полоцкого Собора в 1839 году монастырь снова стал православным. В это время Варваринская церковь имела 56 икон, серебряный позолоченный крест с частицами Животворящего Креста Господня, украшенный чешским хрусталём и фигурами Христа и Богоматери, серебряный крест, подаренный обители греческими священниками. Главной святыней церкви являлись мощи (палец) св. вмч. Варвары в позолоченной раке.
В монастыре была библиотека из сотен книг, в том числе и рукописные. Работала школа для девочек, где учили чтению, письму, счёту, рукоделию.
Н. С. Лесков в книге «Из одного дорожного дневника» писал: «После этого монастырь долго оставался пустым и служил складом для хлебных запасов (был отдан в аренду подпоручику Игнатию Неронскому), когда деревянный монастырь, отобранный от сестёр Базилианок, пришел в ветхость, живущие в нём православные монахини были переведены в бывший бернардинский монастырь, который с тех пор стал называться Пинским Варваринским девичьим монастырём. В ограде этого монастыря помещается довольно красивая церковь в западном стиле, большой каменный корпус, в котором отделана только небольшая часть и большой деревянный флигель».
В 1858 году в православную церковь, ныне известную как Варваринская, переосвящается костёл бернардинцев (построен в 1786). В 1865 году над ним установлен большой купол. Это прямоугольный в плане однонефный каменный храм с полукруглой алтарной апсидой. Оконные проёмы с полуциркульным завершением расположены в два яруса. Неф перекрыт цилиндрическим сводом с распалубками.
На втором этаже монашеского корпуса открывается тёплая церковь.
В 1874 году насельницы монастыря (игуменья Назарета, 5 монахинь и 4 послушницы) были переведены во вновь основанный Минский Спасо-Преображенский монастырь, существовавший до 1925. Там в храме Преображения Господня был устроен придел во имя св. вмч. Варвары и хранились её мощи.
В монастырских зданиях городские власти разместили больницу. Монастырская же церковь св. вмч. Варвары была обращена в приходскую и приписана к пинскому Лещинскому монастырю, одному из древнейших в Белоруссии, находившемуся в предместье Пинска Леще.
В настоящее время при монастыре есть библиотека, имеющая около 6 тысяч книг и православных журналов. С 1995 года действует воскресная школа для детей и взрослых.
В храме находится икона XV века Матерь Божия Одигитрия Иерусалимская.

## Настоятельницы монастыря
- Татьяна (Ртищева) (упом. 1520)
- Анисия (Богдановая Велятицкая из д. Велятичи) (упом. 1551)
- Иулиания (Почаповская из д. Почапово) (упом. 1553)
- София (Кирдеевая Волловичевна) (упом. 1560)
- Василевая (Фурсовая) (упом. 1566)
- Регина (Войнянка) (упом. 1591)
- Евфимия (Людмила) (Войнянка Сновская) (упом. 1595)
- 1596—1839 — в унии
- Назарета (Томашевская) (1844—1874)
- 1874—1993 — упразднен
- Екатерина (Романчук) (с 17 октября 1995)

В настоящее время в обители проживает 5 насельниц. Настоятельница — игуменья Екатерина (Романчук).
Адрес: 225710, Беларусь, Брестская область, г. Пинск, ул. М. Горького, 43.